# Peter Kien
Peter Kien (Varnsdorf, 1º gennaio 1919 – Auschwitz, ottobre 1944) è stato un artista e poeta ebreo ceco di lingua tedesca. 
Di origine ebraica, fu vittima dell'Olocausto.

## Biografia

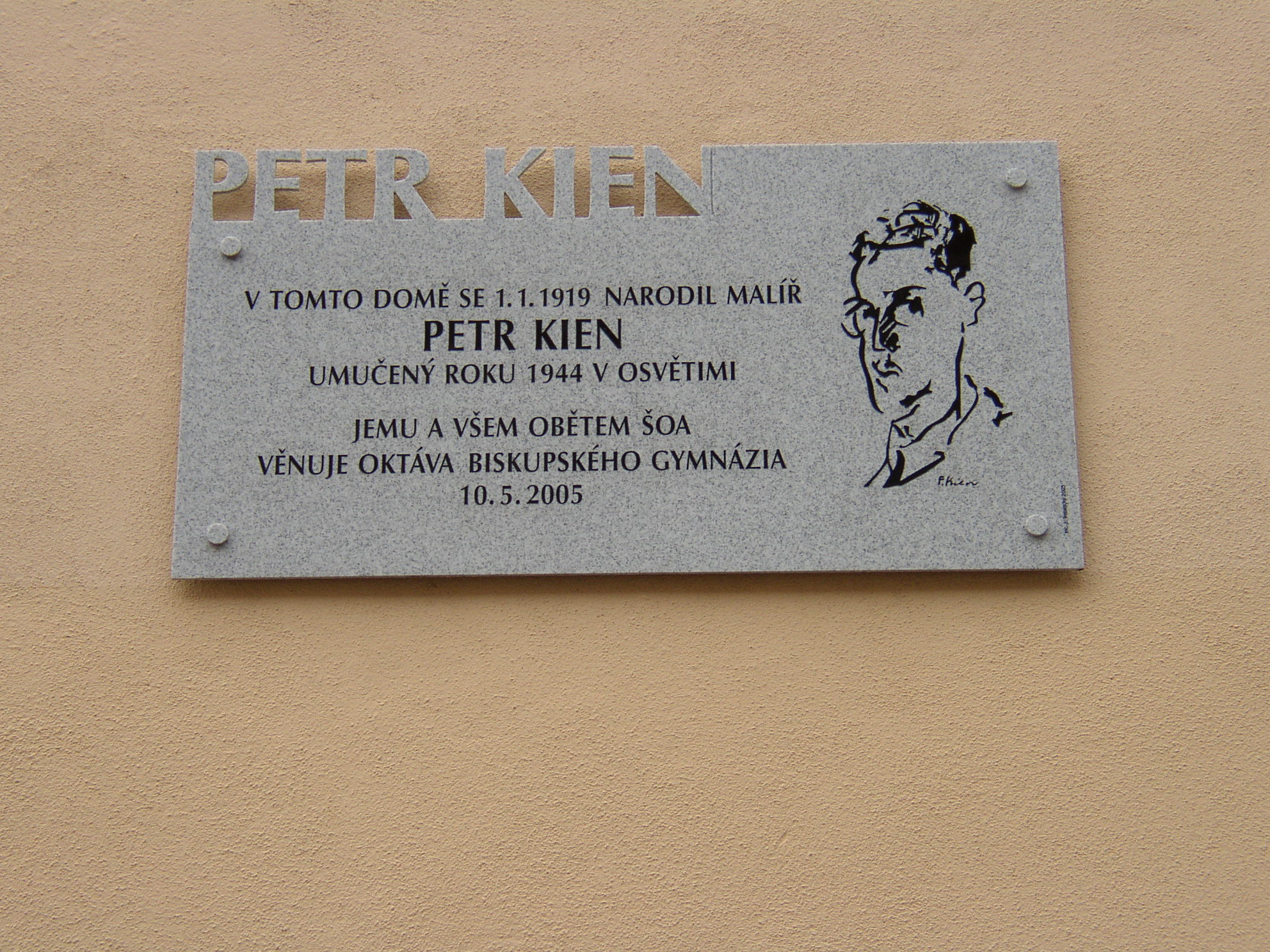
Peter Kien

Trascorse i primi anni di vita a Varnsdorf, un centro industriale sul confine ceco-tedesco ove il padre aveva un'attività imprenditoriale nel settore tessile. Dopo la grande depressione del 1929, Kien e la famiglia trovarono dimora a Brno e Peter proseguì gli studi al Realgymnasium, conoscendo il pittore e poeta Joseph Hann. Diplomato nel 1936 con il massimo dei voti, si trasferì nello stesso anno a Praga per seguire le lezioni di Hugo Steiner-Prag alla scuola di grafica Officina Pragensis, nonché i corsi di Willy Novak alla Akademie výtvarných umění (Accademia di Belle Arti). Nel 1937-38 fu compagno di studi dello scrittore e drammaturgo Peter Weiss che citò il talentuoso Kien nei racconti autobiografici Abschied von den Eltern (Congedo dai genitori, 1961) e Fluchtpunkt (Punto di fuga, 1962).
Nel 1939 venne istituito il Protettorato di Boemia e Moravia e anche in Cecoslovacchia, così come già in Germania, entrarono in vigore le leggi razziali. Kien fu espulso dall'Accademia ma continuò il percorso artistico all'Officina Pragensis, istituto privato, sotto la guida di Jaroslav Sváb, e insegnò presso la sinagoga di Vinohrady. Nel settembre 1940 sposò Ilse Stránský e, alla pari di altri Ebrei, cercò invano di ottenere un visto di espatrio per sé e per la sua famiglia. A dicembre 1941 venne deportato a Theresienstadt e assegnato all'ufficio grafica e design della Freizeitgestaltung ("Amministrazione del tempo libero"), un organo che gestiva l'attività culturale e artistica della comunità ebraica internata. Ufficialmente stampò cartelloni, poster e le banconote fittizie utilizzate al campo. La sua produzione più interessante avvenne però con mezzi di fortuna e con non pochi rischi personali. Disegnò infatti paesaggi, ritratti e caricature, migliaia di disegni e dipinti testimonianti che Theresienstadt fu a tutti gli effetti un lager e non il «campo modello» che i nazisti propagandavano al mondo esterno. Il nome di Franz Peter Kien è solitamente associato all'opera in atto unico Der Kaiser von Atlantis, composta nel 1943 a Theresienstadt da Viktor Ullmann, opera della quale Kien è autore del libretto.

## Opere
Sebbene Kien sia stato citato come uno dei più brillanti poeti di lingua tedesca del XX secolo, poco conosciuta è la sua produzione letteraria. Ancor meno note sono le sue commedie teatrali. Medea, Der böse Traum e An der Grenze non vennero mai messe in scena, anche se i testi sono stati preservati. Viene invece considerata perduta Die Marionetten, commedia più volte eseguita a Theresienstadt.
La connotazione delle sue opere è spesso negativa, se non tragica. Fin dalle opere giovanili viene affrontato il tema della morte, inizialmente percepita come inquietudine e messa in versi a Theresienstadt come un inevitabile destino .